# Korovino (Vladímir)
|  | Per a altres significats, vegeu «Korovino». |

Korovino (en rus: Коровино) és un poble de l'óblast de Vladímir, a Rússia, segons el cens del 2010 tenia 326 habitants. Pertany al districte municipal de Mélenki.